# Мурадов, Ахмет Сейдарахманович
Ахме́т Сейд(а)рахма́нович Мура́дов (род. 20 июля 1951, Узункульский район, Кустанайская область) — казахстанский политик, сопредседатель Ассоциации чеченцев и ингушей Казахстана «Вайнах», член Совета Ассамблеи народа Казахстана, член Комитета по вопросам экологии и природопользованию. Депутат Мажилиса парламента Казахстана V и VI созыва.

## Биография
Родился в Кустанайской области, в период депортации вайнахов. По национальности чеченец, представитель тайпа Зумсой.
Окончил нефтепромысловый факультет Грозненского нефтяного института в 1974 году. После окончания института работал там же сначала заместителем секретаря, а затем секретарём комитета ВЛКСМ. Был заместителем командира Чечено-Ингушского республиканского студенческого строительного отряда.
В 1977 году начал делать карьеру в производственном объединении «Мангышлакнефть» Жетыбайского управления буровых работ. Прошёл путь от помощника бурильщика до заместителя начальника и секретаря парткома управления. Проработал в управлении до 1993 года.
В 1992 году стал заместителем председателя совета «Народное Согласие». С 1993 года — директор Мангышлакского филиала коммерческого центра «Мекке» в городе Актау. В 1995 году стал руководителем представительства нефтяной компании «Роснефть» в Алма-Ате. В 1997 году был избран сопредседателем Ассоциации чеченцев и ингушей Казахстана «Вайнах» и вошёл в состав членов Совета Ассамблеи народов Казахстана.
В 2012—2016 годах был депутатом Мажилиса Парламента Республики Казахстан V созыва и членом Комитета по вопросам экологии и природопользованию. С 24 марта 2016 года — депутат Мажилиса Парламента Республики Казахстан VI созыва.

## Награды
- Орден «Ел бірлігі» (2023)[1];
- Орден «Достык» II степени (5 декабря 2018 года);
- Орден «Құрмет»;
- Благодарность президента Республики Казахстан Нурсултана Назарбаева;
- Орден Дружбы (22 апреля 2013 года, Россия) — за большой вклад в укрепление дружбы и сотрудничества с Российской Федерацией, развитие научных и культурных связей[2];
- Золотая медаль Ассамблеи народов Казахстана «Бірлік»;
- Медаль «За вклад в развитие нефтегазовой отрасли»;
- Нагрудный знак «Почётный разведчик недр Республики Казахстан»;
- Почётный диплом Правительственной комиссии по делам соотечественников за рубежом в номинации «Общественная деятельность» (2008 год)[3];
- Диплом Правительства Российской Федерации;
- Почётный знак «За вклад в дело дружбы» МИД Российской Федерации;
- Почётный знак «За вклад в дело дружбы» Парламента Чеченской Республики;
- Юбилейные медали.